# 크리스 드미트럴

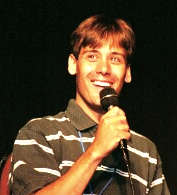

크리스 드미트럴(Chris Demetral, 1976년 11월 14일 ~ )은 미국의 배우, 텔레비전 배우, 영화배우, 성우이다.
로열오크에서 태어났다.

## 영화
- 버클리로 간 빛의 천사 토니 (1997년)
- 귀여운 악령 (1991년)
- 잠수 특전대 (1990년)